# Transplantacija organa
Transplantacija (lat. trans- + plantare: saditi) ili presađivanje organa je kirurška zamjena nefunkcionalnoga doniranim funkcionalnim organom. Takvi se postupci najčešće provode na osobama kojima je ugrožen život (npr. kardiomiopatija) ili kako bi se poboljšala osnovna kvaliteta života kod kroničnih bolesti koje se mogu liječiti na ovaj način. Primatelj je bolesnik koji prima organe od darivatelja, osim u slučaju autotransplantacije. Donator može biti živ čovjek (bubreg, jetra) ili umrla osoba tj. kadaver (svi organi i tkiva). Presadljivi organi su jetra, bubreg, srce, rožnica, dijelovi ekstremiteta, koža, koštana srž, lice i zubi.
Transplantacijska medicina zahtijeva posebnu obuku osoblja, posebnu opremu i sveobuhvatno predoperativno i postoperativno praćenje bolesnika kako bi se smanjila mogućnost odbacivanja organa - autoimunska reakcija. Zakonski i medicinski kriteriji koji određuju kada se transplantacija može provesti strogo su regulirani zakonom.

## Povijest
Razvoj transplantacije može se sagledati kroz mitologiju i brojne povijesne spise. 
Dedal i njegov sin Ikar začetnici su ideje o ksenotransplantaciji (od grč. riječi; ξένος, xénos; stranac) tj. transplantaciji živih stanica, tkiva ili organa iz jedne vrste na drugu, npr. od svinja do ljudi. Kroz razvoj civilizacije bilo je malo poznato bilo što o unutarnjim organima i prioriteti transplantacije bili su vidljivi dijelovi tijela. U spisima iz 5. stoljeća pr. Kr. utvrđeno je da je indijski kirurg Sushruta Samhita izveo transplantaciju nosa. U legendi Aurea Jacobus de Voragine (Zlatna legenda) koja datira iz 1260. godine piše da su blizanci Sveti Kuzma i Damjan zamijenili gangrenoznu nogu đakonu Justinijanu transplantacijom zdrave noge s preminulog etiopljanskog Maura. Već tada prvi kirurzi shvaćaju dva ključna problema: 
- Lošu kiruršku tehniku i
- odbacivanje transplantiranog organa,

ali se razvija mišljenje da transplantiranje može biti jedini vid izliječenja. 
Na prijelazu između 18. i 19. stoljeća počeo je značajniji razvoj transplantacije. Franz Reisinger prvi je presadio rožnicu 1818. godine i taj postupak naziva keratoplastika. Samuel Bigger je 1837. uspio transplantirati rožnice gazele, ali sljedeće godine, 1838. ova intervencija nije uspjela u čovjeku. Prvu lamelarnu (slojevitu) keratoplastiku obavio je Arthur Von Hippel 1888. Eduard Cirm presadio je rožnicu jedanaestogodišnjeg dječaka s ozljedama bjeloočnice oba oka opiljcima željeza. U isto vrijeme radniku je ozlijeđen vid kad je gasio vapno. Tijekom neuspješnog liječenja uz očev pristanak uzima dječakovu rožnicu i uspješno je presađuje na radnika. U tom razdoblju, osim transplantacije rožnice, također je pokušano presađivanje drugih organa kao što su koža, testisi, srce i krvne žile, pluća, jetra, bubrezi, crijeva i gušterača. U skladu s tim, zbog ozljeda i opeklina, izvijestila se potreba za transplantiranjem kože. Švicarski Jacques-Louis Reverdin presadio je prvi alograft kože 1869. godine Wotson Williams i Harsan operirali su 1893. petnaestogodišnjeg dječaka s ketoacidozom transplantacijom gušterače psa, ali je on umro tri dana kasnije. Kelly i Lillehei godine 1966. u slučaju bolesnika s dijabetesom istovremena kadaverična transplantacija gušterače,duodenum i bubreg

##### Povijest transfuzije krvi
Zapisi o transfuziji krvi datiraju još od 1492., kada je papi Inocentu VIII. dana krv venskim putem od trojice dječaka, što je izazvalo smrt odmah nakon primljene transfuzije. Jean-Baptiste Denys ubrizgao je krv ovce u venu 1667. godine petnestogodišnjem dječaku, a kasnije su obavljene još tri uspješne transfuzije krvi ovaca bolesnima. Smatra se da su pacijenti koji su primili krv ovaca najvjerojatnije preživjeli jer su transfundirane male doze. Kada je riječ o suvremenoj transfuziologiji može se slobodno reći da je pionir ginekolog James Blundell koji je oko 1823. godine izgradio aparat za transfuziju krvi i tada je počela transfuzija s ljudskom primjenom. Krv je uzeta od jakih i zdravih ljudi te se davala transfuzijom pacijenticama s abnormalnim krvarenjem tijekom i/ili nakon poroda.
Godine 1901. započinje novo razdoblje u transfuziologiji, od Karl Landsteinera koji je došao do revolucionarnog otkrića krvnih grupa.
Nedostatak organa bio je veliki problem u razvoju transplantologije. Ideja ortopeda Georgea Hyatta 1949. O nužnosti stvaranja banaka tkiva i organa u Sjedinjenim Američkim Državama ostvarena je 1950.

## Kriteriji odabira pacijenata
Postavljeni su još 1993. godine Pariškim konsenzusom koji je kasnije proširivan. Pacijent mora proći kroz medicinsku obradu koja podrazumijeva dobro obavljenu procjenu stupnja oštećenja funkcije organa i procjenu eventualnog preživljavanja bez transplantacije - hitnost intervencije u trenutku medicinske obrade.

## Indikacije (motivi) za transplantaciju
Osnovna indikacija za presađivanje jetre je akutna ili kronična bolest u završnoj fazi, kad se popuštanje ovog organa više ne može liječiti medikamentozno, konzervativnom terapijom, ali kad su ostali vitalni organi zdravi i nema drugih bolesti ugrožavajućih po novu jetru. Transplantacija bubrega, uvedena krajem pedesetih godina 20. stoljeća, postala je u 21. stoljeću prioritetna metoda liječenja bolesnika u završnoj (terminalnoj) fazi kronične bubrežne insuficijencije, i kao prvi vid liječenja za nju treba izabrati pacijenta čija se funkcija bubrega progresivno pogoršava, a klirens kreatinina je < 15 ml/min/1,73 m2. Transplantacija srca se radi kada su iscrpljene sve ostale mogućnosti liječenja (uzimanje lijekova i operacija srca).
U Hrvatskoj je prvo srce presađeno 1988. godine u KBC Zagreb pod vodstvom prof. dr. sc. J. Sokolića.

## Kontraindikacije
Kontraindikacije za transplantacija bubrega mogu biti apsolutne i relativne:

### Apsolutne kontraindikacije
Apsolutne kontraindikacije za transplantiranje bubrega su rijetke i u njih spadaju:
- maligna bolest,
- pozitivan nalaz HIV-a,
- aktivna sistemska infekcija,
- bilo koja bolest s očekivanom životnom dobi manjoj od 2 godine.

### Relativne kontraindikacije
- Zloćudne bolesti

Kandidati za transplantaciju bubrega, naročito oni stariji od 50 godina, moraju biti podvrgnuti detaljnom pregledu radi otkrivanja mogućih malignih bolesti. Kod pacijenata koji su imali rak transplantacija bubrega, može se razmatrati samo kada je postavljena dijagnoza trajne maligne bolesti. Vrijeme između lečenja tumora i transplantacije treba odrediti na osnovu vrste raka. Nakon transplantacije bubrega preporučuju se primjena općih preventivnih mjera praćenja zbog mogućeg novog razvoja maligne bolesti.
- Rizik od infekcije
- Šećerna bolest
- Kardiovaskularne bolesti

### Ostali faktori
- Životna dob

## Postupak
Transplantacija organa obuhvata sljedeće faze:
- imunološka tipizacija recipijenta i donora,
- transplantacija,
- imunosupresivna terapija

## Regenerativna medicina
Stvaranje organa iz matičnih stanica je tehnologija za koju se očekuje da će u narednom desetljeću napraviti krupan pomak. Danas su popularne firme koje čuvaju matične stanice iz pupčane vrpce koje se uzimaju po rođenju djeteta i uz određenu novčanu naknadu se čuvaju u bankama stanica. Uzimaju se specijalnim postupkom po porodu.

## Transplantiranje u Hrvatskoj
Hrvatska je prema broju darivatelja organa i transplantacijama organa među vodećim zemljama u svijetu. Hrvatska je članica Eurotransplanta, neprofitne organizacije zadužene za poticanje i koordinaciju transplantacije organa u zemljama Europe. Članice Eurotransplanta su:
- Austrija,
- Belgija,
- Hrvatska,
- Njemačka,
- Mađarska,
- Luksemburg,
- Nizozemska,
- Slovenija.

2016. godine u Eurotransplantu je presađeno 5587 srca, a u Hrvatskoj je 2016. godine bilo obavljeno 35 transplantacija srca. U Hrvatskoj se transplantacija srca izvodi u dva centra za transplantaciju srca:
- KBC Zagreb (Rebro),
- KB Dubrava.